# Pagiran Muda Mohamed Bolkiah
Son Altesse Royale le prince Mohamed Bolkiah né en 1947), est membre la famille royale du Brunei. Il est Ministre des Affaires étrangères du Brunei depuis 1984. Il est le second fils de Omar Ali Saifuddien III et de Raja Isteri (Reine) Pengiran Anak Damit.

En août 1970, il épouse sa cousine germaine qui est aussi la sœur de sa belle-sœur la reine : Yang Teramat Mulia (S.A.R) Pengiran Anak Isteri Pengiran Anak Hajah Zariah binti Al-Marhum. Ensemble ils ont dix enfants.